# Campionato italiano di ciclismo su strada 1939
Il Campionato italiano di ciclismo su strada 1939, trentesima edizione della corsa, si svolse in tre prove dal 25 giugno al 14 agosto 1939. Fu vinto da Mario Vicini della Lygie, il quale, nella nuova formula a tempi e non più a punti, completò le tre prove di calendario in 23h25'54" precedendo in classifica Pietro Rimoldi e Diego Marabelli.

## Calendario
| Data      | Evento                    | Vincitore     | Squadra |
| --------- | ------------------------- | ------------- | ------- |
| 25 giugno | Giro di Campania (1939)   | Cino Cinelli  | Fréjus  |
| 16 luglio | Giro del Lazio (1939)     | Mario Vicini  | Lygie   |
| 14 agosto | Tre Valli Varesine (1939) | Olimpio Bizzi | Fréjus  |

## Classifica
| Pos. | Corridore         | Squadra     | Tempo     |
| ---- | ----------------- | ----------- | --------- |
| 1    | Mario Vicini      | Lygie       | 23h25'54" |
| 2    | Pietro Rimoldi    | Olympia     | a 11'37"  |
| 3    | Diego Marabelli   | Bianchi     | a 13'00"  |
| 3    | Ruggero Balli     | Olympia     | s.t.      |
| 5    | Olimpio Bizzi     | Fréjus      | a 15'32"  |
| 5    | Gino Bartali      | Legnano     | s.t.      |
| 5    | Vasco Bergamaschi | Bianchi     | s.t.      |
| 5    | Enrico Mara       | U.S. Azzini | s.t.      |